# Círculo cromático
El círculo cromático o rueda de colores es una representación ordenada y circular de los colores de acuerdo con su matiz o tono, en donde se representa a los colores primarios y sus derivados. Su uso es compatible tanto con los modelos sustractivos de color (artísticos, pictóricos), como con los modelos aditivos (lumínicos). 

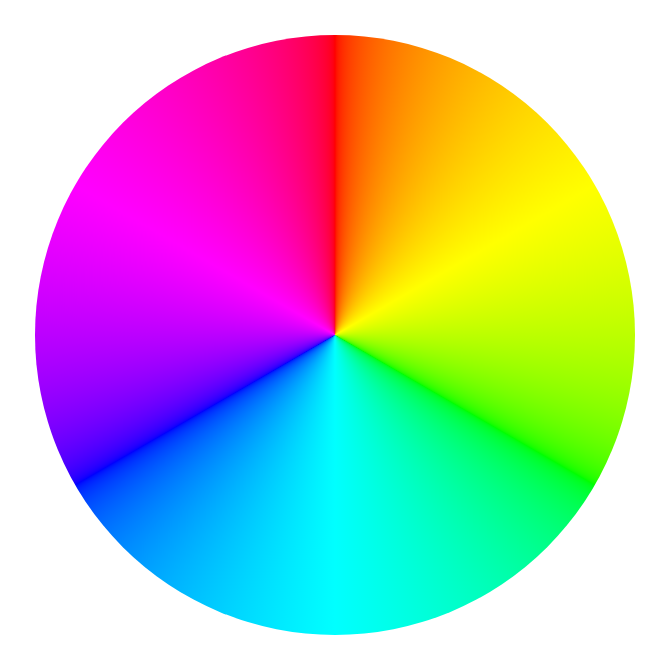
Círculo cromático RGB/CMY(K) (o natural) degradado

Los círculos cromáticos pueden representarse escalonados o en degradé (como en la imagen). Los escalonados pueden tener cualquier cantidad de colores según el autor, por lo general son 12, 24, 48 o incluso más. El denominado hexagrama, por ejemplo, es una estrella que se coloca en el centro del círculo cromático, donde la cantidad de picos corresponde a cada color y se pueden mostrar los opuestos o Colores complementarios. En pocas palabras, es la representación de los colores en un círculo u otra figura geométrica.

## Rueda de colores tradicional

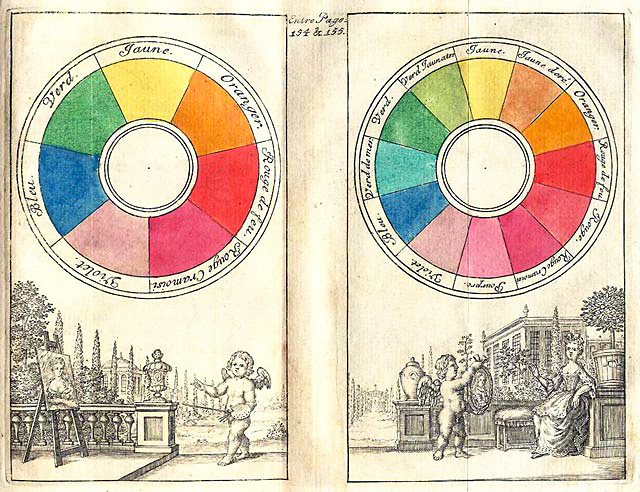
Ruedas de 7 y 12 colores de 1708.

Las ruedas de colores son antiguas, Alberti en su De Pictura (1436), usando la rueda de colores, pero también el rectángulo y el rombo, representó el sistema de cuatro colores primarios de su época: amarillo, verde, azul y rojo. 
El modelo tradicional de coloración con los tres colores primarios rojo, amarillo y azul fue descubierto en el siglo XVII y desde entonces se han elaborado muchos trabajos, como el de Moses Harris que en 1766 elaboró un círculo cromático de 18 colores basándose en este modelo e incluyendo una mayor gama de colores al añadir los derivados claros y oscuros.

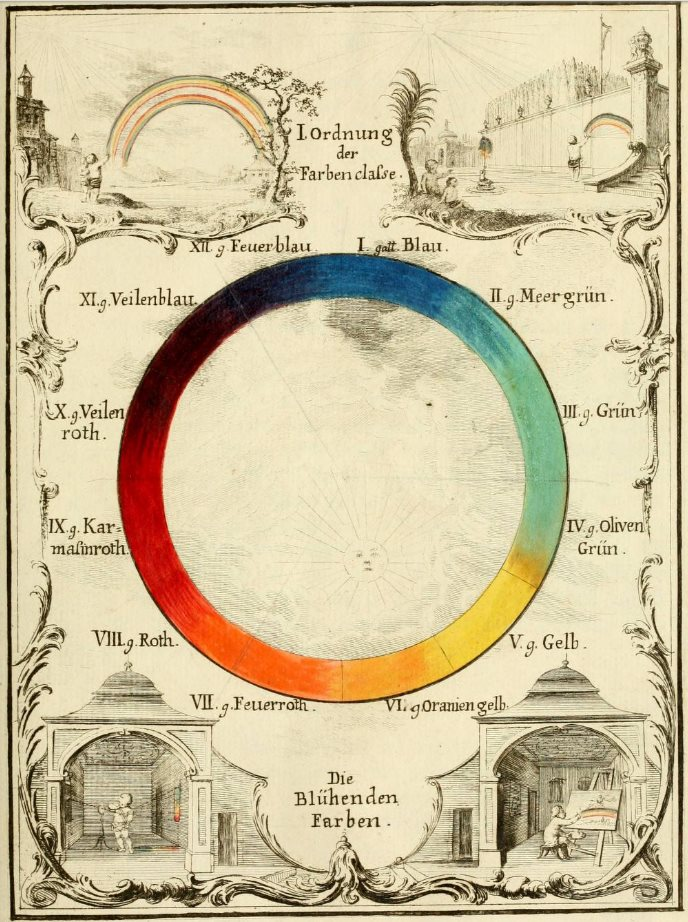
Círculo cromático de Schiffermüller, 1772.

Este modelo tradicional, también llamado RYB (red-yellow-blue), se popularizó con el libro de Goethe, Teoría de los colores de 1810, el cual elaboró un círculo cromático con seis colores: amarillo, naranja, rojo, violeta, azul y verde, el cual sigue enseñándose en las artes plásticas y artes gráficas, a pesar de que su uso empírico puede presentar serios inconvenientes o imprecisiones en la composición de color. 
Según el modelo tradicional, los colores pigmento opuestos son:
- El azul es el color opuesto al naranja.
- El rojo es el color opuesto al verde.
- El amarillo es el color opuesto al violeta.

Y así sucesivamente con todos los colores, como podría ser el azul verde (verde mar) o el rojo naranja.
Dato importante para saber: los colores cálidos como el rojo, anaranjado, entre otros, se suelen ubicar al lado derecho del círculo cromático, mientras que los colores fríos (azul, verde, verde azulado, etc.) se encuentran al lado izquierdo del círculo.
Aunque científicamente obsoleto por no cumplir la definición de color complementario  en cuya mezcla se debe obtener un color neutro o negro, sigue siendo un modelo usado en ambientes artísticos provocando confusión sobre colores primarios y complementarios

## Círculo cromático natural

Círculo de 12 colores.

Círculo de 24 colores.

Se denomina círculo cromático natural al resultante de distribuir alrededor de un círculo los colores que conforman el segmento de la luz natural, por lo que la mayor parte de sus componentes son colores espectrales. Un modelo más exacto surgió tras la aparición de la fotografía en color y basado en los estudios de  Newton sobre la luz, que se utiliza en la producción industrial de color, con mayor precisión en la representación cromática, y del que se derivan los modelos  RGB y  CMYK, en el que los colores son: rojo, amarillo, verde, cian, azul y magenta. La mezcla más común de estos colores está representada en un círculo de 12 colores, pero se puede realizar cualquier número de mezclas y crear un círculo cromático con miles de colores.
Según el modelo aditivo de color, los colores luz opuestos en el círculo cromático son aquellos que se encuentran uno frente al otro. 
- El amarillo es el color opuesto al azul.
- El magenta es el color opuesto al verde.
- El cian es el color opuesto al rojo.

Existe reciprocidad entre el modelo de color RGB y el Modelo de color CMY; por lo tanto, los colores opuestos son:
- El rojo es el color opuesto al cian.
- El verde es el color opuesto al magenta.
- El azul es el color opuesto al amarillo.

Esta tríada de colores (RGB / CMY) es la generadora de la infinitud de todos los colores posibles de ser percibidos por el ojo o factibles de usarse en las artes gráficas, ya que permite una finita cantidad de subdivisiones.
El blanco y el negro (K, del modelo CMYK) son colores opuestos, pero al igual que el gris no poseen colorido (son colores neutros) y por lo tanto no aparecen en un círculo cromático, el blanco es la presencia de todos los colores y el negro es su ausencia total.
Sin embargo el negro y el blanco al combinarse forman el gris, que también se marca en escalas. Esto forma un círculo propio llamado «círculo cromático en escala a grises» o «círculo de grises».

## Colores primarios y derivados
Los colores primarios dependen del tipo de círculo cromático. En uno tradicional o RYB, serán rojo, amarillo y azul en tonos relacionados con pigmentos naturales tradicionales, los cuales pueden estar estandarizados o pueden depender de los que escojan los autores. 
En un círculo cromático sustractivo CMYK, los colores primarios dependen de los pigmentos usados; por ejemplo, los que vienen en un cartucho de colores para impresión, los cuales están estandarizados. Sin embargo existen variaciones según el tipo de pigmento, tinte, la calidad, medio artístico, etc. Estos primarios son cian, magenta y amarillo.
En el círculo cromático aditivo RGB, los colores primarios dependen por un lado de la sensibilidad del ojo humano a la luz, ya que nuestra vista normal es tricromática, pero también dependen del tipo de luz. Estos primarios son rojo, verde y azul.
Los colores secundarios son el producto de la mezcla de dos primarios. Esta mezcla puede ser en partes exactamente iguales o depender del matiz que busca un autor, por lo que puede haber muchas variaciones. Los colores terciarios son la mezcla de un primario con un secundario y se muestran en los círculos de 12 colores.
Para graficar las relaciones entre colores, Charles Blanc ideó en 1867 los dodecagramas o estrellas de colores. Las siguientes imágenes son dodecagramas con los que se puede hacer una comparación entre los principales modelos:
|  |  |  |

Las denominaciones de los colores primarios y sus derivados (secundarios, tienen nombre propio; y los terciarios, si no tienen denominación propia, se nombran por jerarquía: el primario y luego el secundario) son las siguientes:
Coloración tradicional (RYB)
- Primarios: rojo, amarillo y azul.
- Secundarios: naranja, verde, y púrpura, violeta o morado.
- Terciarios: rojo naranja, ámbar o amarillo naranja, verde amarillo o chartreuse, azul verde o turquesa, azul púrpura o violeta y rojo púrpura.

Modelo sustractivo CMY
- Primarios: cian, magenta y amarillo
- Secundarios: rojo, verde y azul.
- Terciarios: naranja, verde amarillo (también llamado lima o chartreuse), verde cian, azul cian (también llamado cerúleo o azur), violeta y fucsia.

Modelo aditivo RGB
- Primarios: rojo, verde y azul.
- Secundarios: cian, magenta y amarillo.
- Terciarios: naranja, verde amarillo (también llamado lima o chartreuse), verde cian, azul cian (también llamado cerúleo o azur), violeta y fucsia.

Como se puede apreciar, en los tres modelos existen tres colores primarios, tres secundarios, y seis terciarios.

## Armonías de color

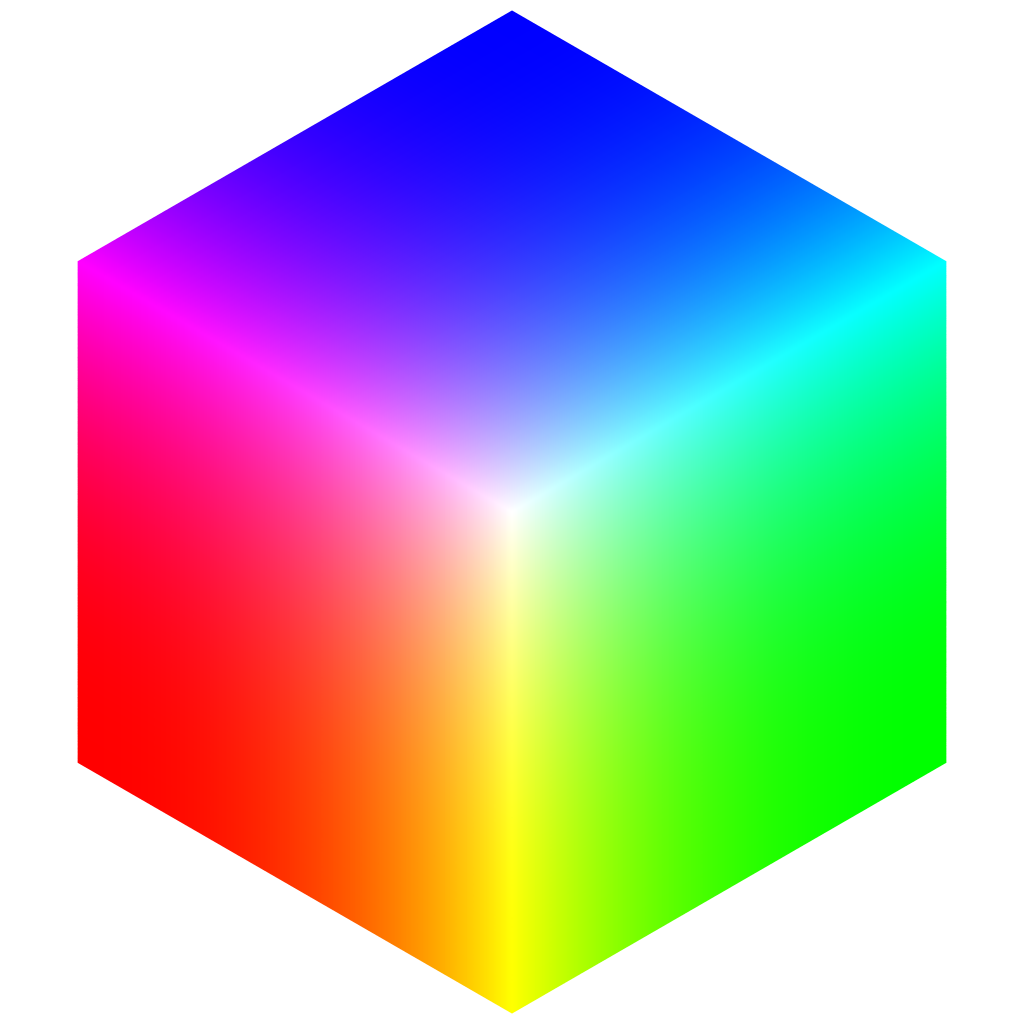
Hexaedro cromático, cara armónica del cubo RGB.

El círculo cromático se usa muy a menudo para armar o determinar las armonías de color que se van a usar en determinada obra artística. En este sentido, existen varias clases de armonías de color, entre ellas, las siguientes:

### Armonía de colores en tríada-equidistante
Ocurre cuando se trata de una composición de colores usando aquellos matices del círculo cromático que están dispuestos en forma de triángulo equilátero, equidistantes entre sí y con respecto al centro del círculo como, por ejemplo, Amarillo-Cian-Magenta (CMY) o la tríada Verde-Rojo-Azul (RGB).

### Armonía básico-terciaria
Se trata de la paleta de colores diseñada por el pintor Carlos Benítez Campos con colores básicos y terciarios del siguiente modo: en primer lugar, elegimos para nuestra paleta tres colores básicos (primarios o secundarios indistintamente), y a continuación añadimos a la misma dos o tres colores que resulten de mezclar dos a dos, los primarios y secundarios del círculo cromático no elegidos en primer lugar. En total obtendremos cinco o seis colores para pintar un cuadro en perfecta armonía cromática.

### La pintura según Matisse
Como otros pintores de su época, Matisse se valió del color y de las formas para expresar emociones y sentimientos. En este fragmento de una entrevista radial, realizada en 1942, expresó su opinión:

Entrevistador: - Señor Matisse, ¿Por qué pinta usted?

Matisse: - Para traducir mis emociones, mis sentimientos y las reacciones de mi sensibilidad en términos de color y forma, cosa que no puede hacer ni la cámara fotográfica más perfeccionada, incluso en colores, ni el cine.
Henri Matisse, Reflexiones sobre el arte, Buenos Aires, Emecé, 1977

### El color puede utilizarse simbólicamente
Al color, como a las palabras, se le puede dar significados simbólicos. Muchas veces esos símbolos son propios de una cultura. Esto hace que puedan ser interpretados por quienes los conocen.
En nuestra cultura, el luto es simbolizado por el color negro. En algunas culturas de Oriente, en cambio, el color del luto es el blanco.
Para los hindúes, el naranja es el color místico, en cambio en Occidente, nos asombraríamos de ver a un sacerdote con sotana naranja.

### El color y la comunicación
En la vida diaria percibimos la realidad «en color», es decir, que el color nos brinda información acerca de los objetos y situaciones que nos rodean. Se comprende entonces que nos parezca, en principio, que en las imágenes el color posee una descripción naturalista y documental. Pero el color tiene también una dimensión estética: hay un alto grado de subjetivismo en su utilización.
El color posee, además, valores simbólicos: significados culturalmente admitidos que amplían y modifican el valor de la imagen. Ciertos colores nos parecen más apropiados que otros para alcanzar determinados fines comunicacionales. Por todo ello, el uso consciente del color en las imágenes amplía y enriquece el abanico de recursos creadores.

## Crear un círculo cromático

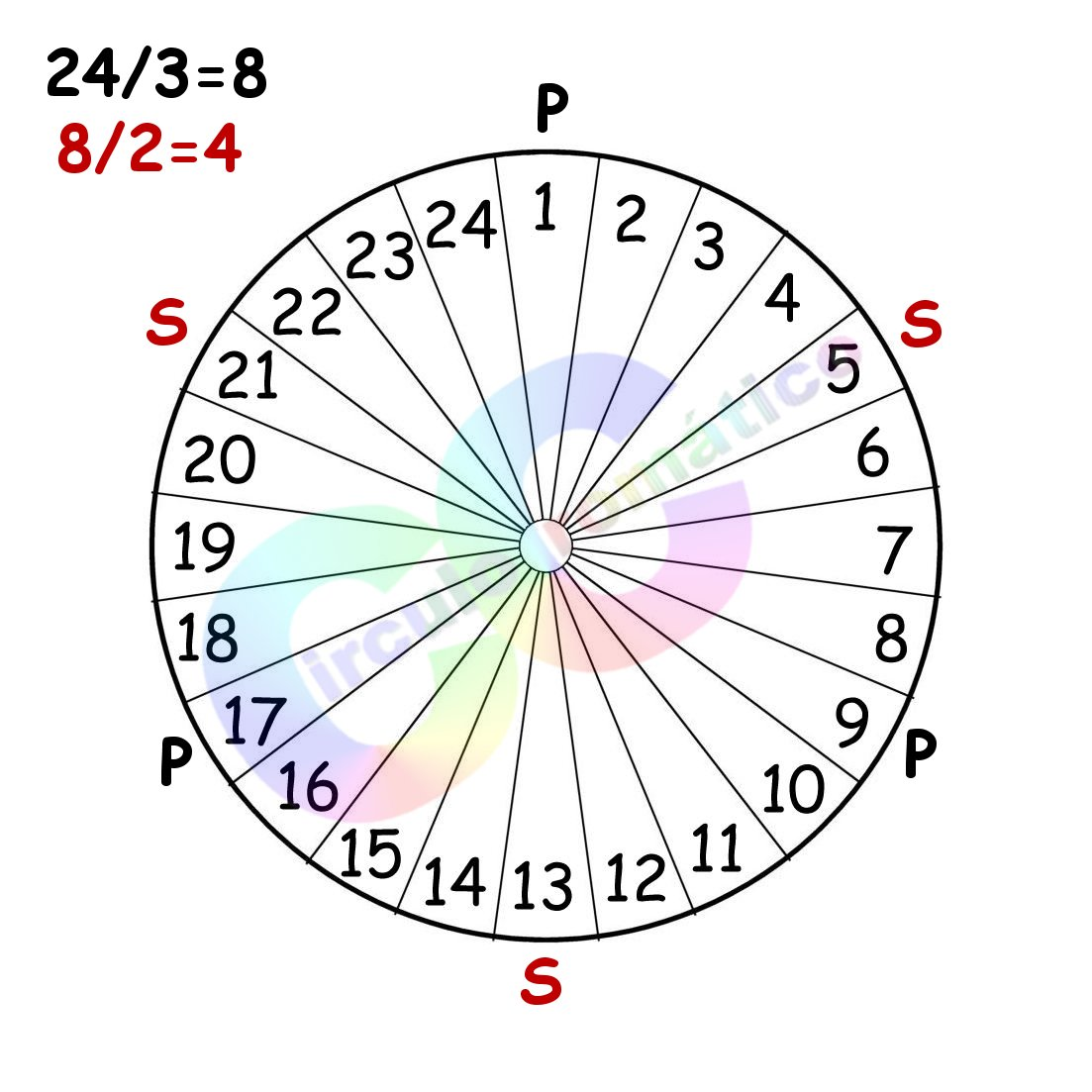
Colores primarios y secundarios en un círculo cromatico.

Puede hacerse de cualquier cantidad de colores, sólo hay que tener en cuenta que el número de colores tiene que ser divisible por 6, para que los colores secundarios queden siempre justo en medio de dos primarios, de tal forma que el número de colores (n) dividido entre 3 (los colores primarios) nos da los colores o lugares que tiene que haber de separación entre los colores primarios (x) y x dividido entre 2 nos da el punto medio entre dos primarios que son los secundarios, todos los demás son colores terciarios.
{\displaystyle n/3=x} ; Lugar de los colores primarios
{\displaystyle x/2=} Punto medio

## Galería

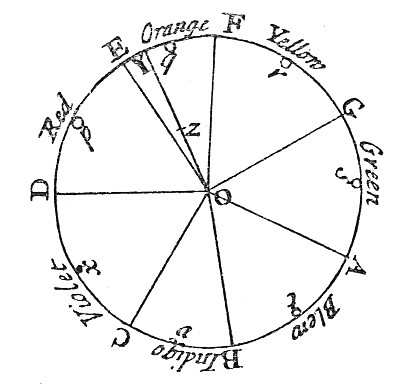
Círculo espectral de Newton, 1704
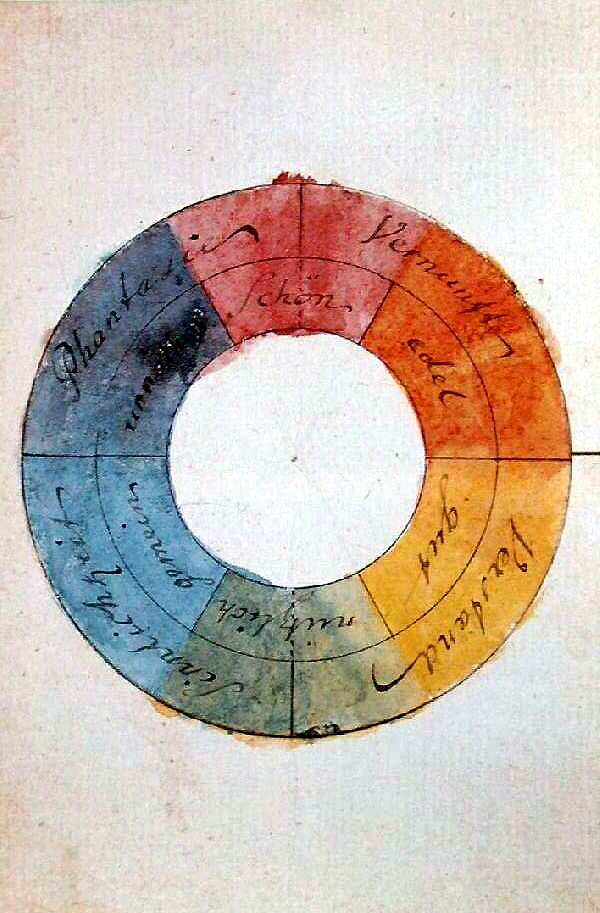
Rueda de colores de Goethe, 1810
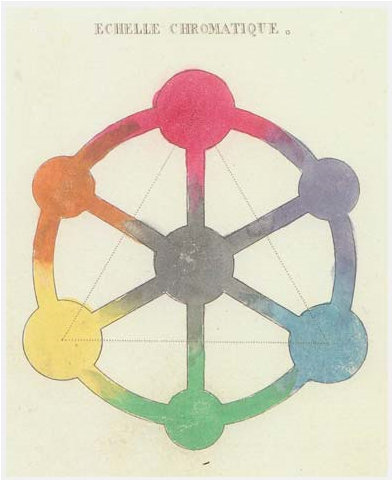
Rueda de R.J.B. Mérimée, 1830
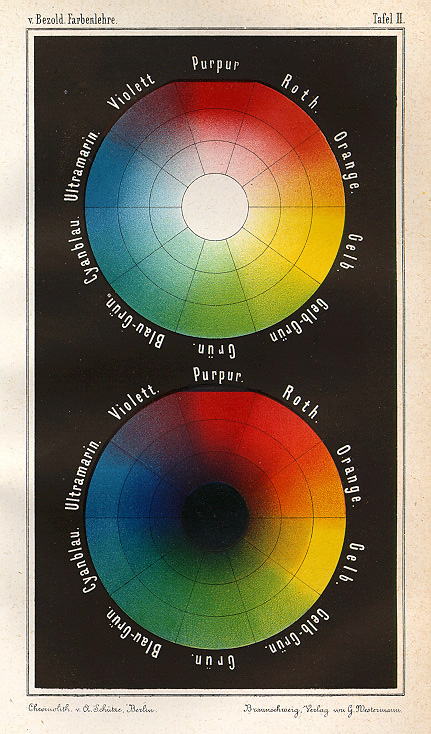
W. von Bezhold, 1874, con derivados claros y oscuros
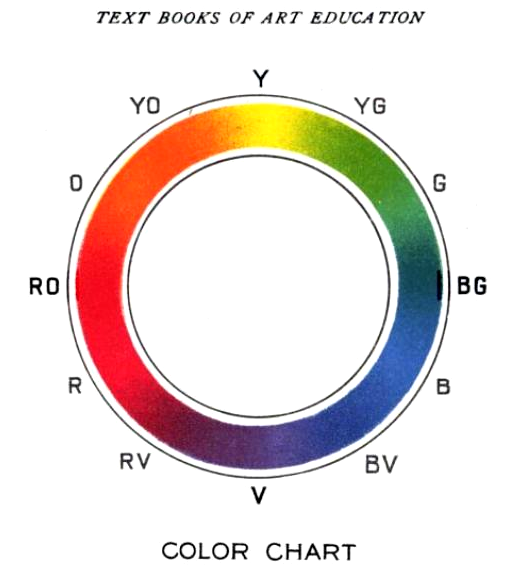
Rueda de Froehlich & Snow, 1904
Círculo de Hatt, 1908, de 24 colores que introduce cian y magenta
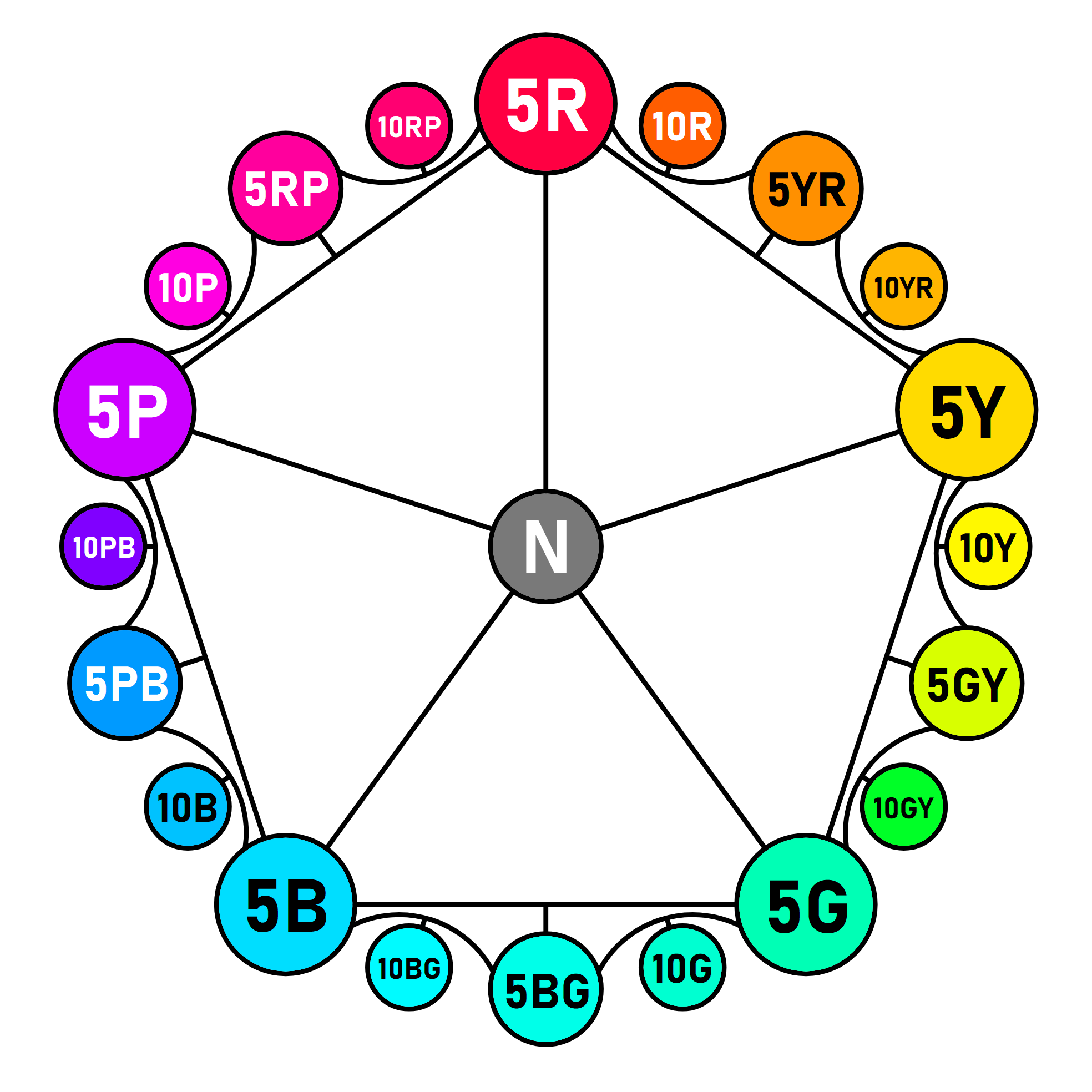
Rueda del sistema de color de Munsell, 1915
Rueda RYB de Johannes Itten, 1961
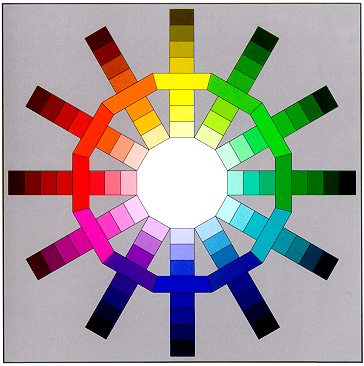
Dodecagrama RGB de Küppers, con claro-oscuros escalonados
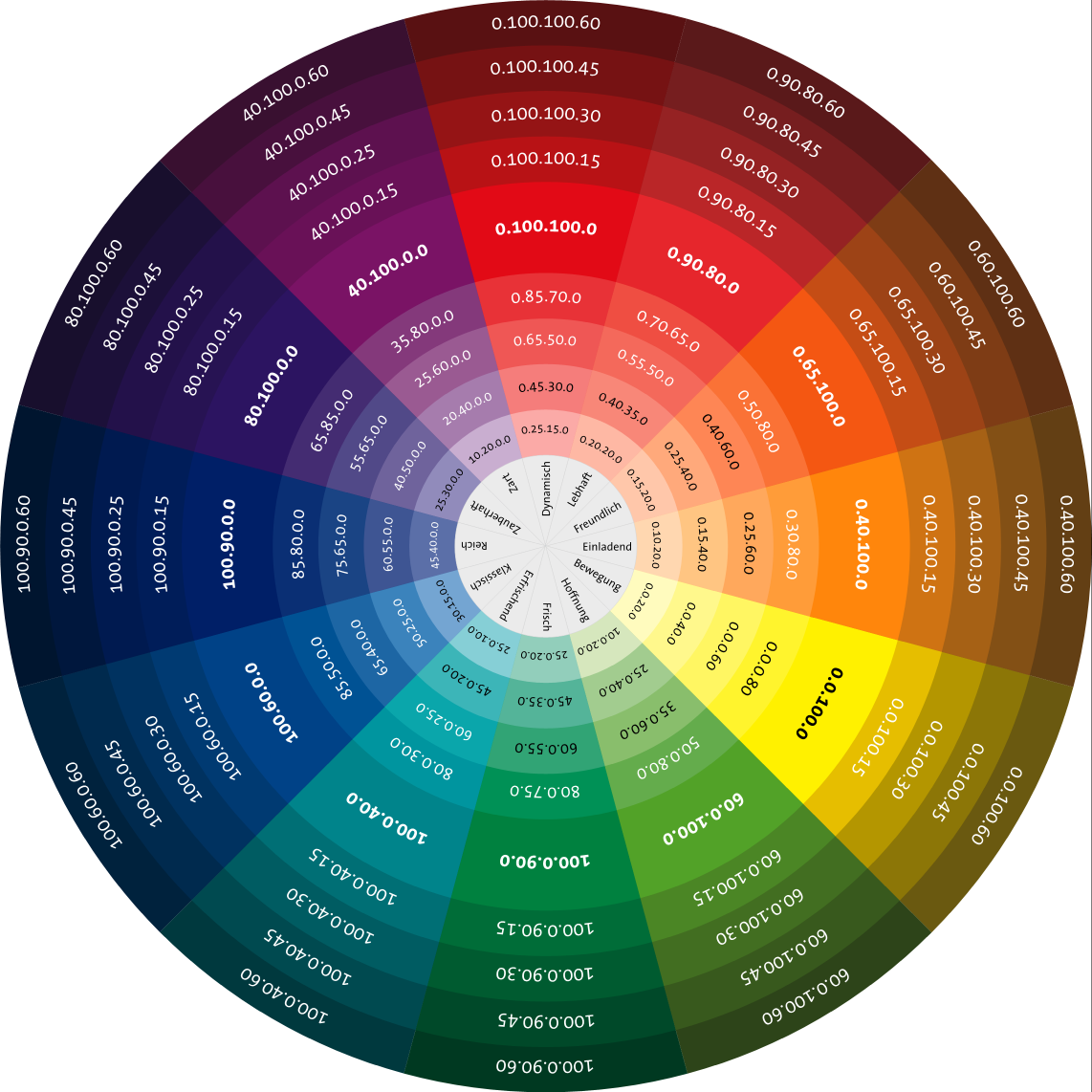
Rueda RYB con valores CMYK para 108 colores
Recreación del modelo aditivo de color HSV